# Миллеровская яма
Миллеровская яма — лагерь для советских военнопленных на территории города Миллерово Ростовской области; входил в состав лагерь военнопленных «Дулаг-125» (Durchgangslager 125).
Через него прошло не менее 120 тысяч военнопленных, из них более 40 тысяч погибли.

## История
28 июня 1942 года немецкие войска начали наступление на южном направлении, известное как план «Блау». В начале июля, захватив правобережную часть  города Воронеж, 4-я танковая армия вермахта развернулась на юг и двинулась на Ростов, практически не встречая сопротивления. 12 июля наступающие с севера части 4-й танковой армии соединились в районе Миллерово с наступавшей с запада частями 1-й танковой армии. В окружение, известное как «миллеровский котёл» попали около 40 тыс. бойцов и командиров 9-й, 24-й и 38-й советских армий. К 15 июля 1942 года немецкие части оккупировали Миллерово. В период с 15 по 17 июля в районе Миллерово было захвачено в плен 75 тыс. советских воинов.
Во время оккупации в городе Миллерово располагалось несколько концлагерей. Самый масштабный назывался «Миллеровская яма». Это был временный, пересыльный лагерь, в которых военнопленные находились на открытом воздухе, их быт и питание не были организованы. Во время наступления немецких войск в 1942 году пленных было настолько много, что их не успевали отправлять на запад, и заключенные пребывали в этом концлагере месяцами, хоть он и был временный. Советские военнопленные находились под открытым небом с июля по декабрь 1942 года: летом под нестерпимой жарой, а зимой на сильном морозе..
Концлагерь располагался в долине реки Глубокой, южнее Миллерово. Место для лагеря немцами было выбрано очень «удобное». В котловине по обеим сторонам реки берега возвышались на 20-30 метров, вся местность с высоты отлично просматривалась, что было препятствием для побегов. Позже немцы установили колючую проволоку, вышки и использовали собак. Рядом находилась Орджоникидзевская железная дорога (ныне Северо-Кавказская железная дорога), что позволяло оперативно отправлять людей в Германию.
После освобождения Ростовской области от фашистов, в конце марта 1943 года, специальной комиссией были произведены вскрытия захоронений на территории лагеря.

22 июля 1942 Dulag  124 прибывает Миллерово 22 июля 1942. Из специального сообщения по 4-й танковой армии вермахта № 36/42 от 21.07.42.Источник документы 4 танковой армии вермахта за 21.07.1942. Архив NARA. Т 313. R 351
C 23 по 29 июля 1942.По железной дороге в Миллерово прибывают подразделения коменданта 593-го тылового района входившего в состав 4-й танковой армии вермахта. Dulag 124 и Dulag 155 предназначены для охраны 50000 тысяч военнопленных. Комендатура I/849 исполняет обязанности комендатуры г. Миллерово. 1 августа 1942  Dulag 155 убывает в Цимлянскую, а 22-й армейский пункт сбора военнопленных в J(Т)apkin. Источник Bundesarchivs. Документы 593-го тылового района.RH-23-352-0016
.
29 июля 1942. Радиосообщение от командования группы армии "В" № 46 от 2 августа 1942 17:30. Для командования 6-й армии вермахта. Верховное командование группы армий "В" рассчитывает, что 60000 военнопленных из Миллерово будут направлены маршрутом Миллерово-Евдаково ( южнее Свобода), до Острогожска и далее жд.транспортом Валуйки-Купянск в лагеря военнопленных: Харьков, Полтава, Киев. От Острогожска пленных конвоирует 2./L.S.Batl.619. и возможно привлечение 1.L.S.Batl.502. Источник Bundesarchivs. Документы 6-й армии вермахта. RH_20_6_785_0249.
30 июля 1942 Командованию 6-й армии вермахта поручено вывезти 60000 военнопленных из района Миллерово.  6-й украинский батальон (Ukr-Batl.6) прибывает для перевозки военнопленных. Командование тылового района группы армии "В" требует, чтобы 6-й украинский батальон был развернут для вывоза военнопленных как можно скорее. Источник Bundesarchivs. Документы 6-й армии вермахта. RH_20_6_785_0251.
22 августа 1942 Из сообщения коменданта 580-го тылового района ( 2-я танковая армия). Лагерь военнопленных Dulag 231 будет направлен в Миллерово и выходит из подчинения коменданта 580-го тылового района. Источник Bundesarchivs.Документы 580 тылового района.RH_23_177_0469, RH_23_177_0470, RH_23_177_0471.
Из протокола допроса военнопленного Г. Янчи о службе в лагере для военнопленных Дулаг-231. 29 ноября 1943 г. "лагерь военнопленных Dulag 231 размещался в Миллерово в период с 1 сентября по 1 октября 1942." Источник Центральный архив ФСБ России.Ф. К-72. Оп. 1. Д. 15. Л. 116–156
2 сентября 1942 Из сообщения квартирмейстерского отдела 6-й армии вермахта. Эвакуация пленных и транспортировка из Миллерово прошла без проблем. Согласно полученным на данный момент отчетам, с 25 июля по 31 августа 1942 года было 78468 военнопленных. Для запланированного строительства полевой железной дороги было выделено 14000 военнопленных, а для перешивки пути ( перехода на другую ширину колеи) линии Морозовская - мост через Дон - 1400 военнопленных. Источник Bundesarchivs. Документы 6-й армии вермахта. RH-20-6-787-0560. RH-20-6-787-0596

На 1 июля 1942 и 8 августа 1942 лагерь военнопленных Dulag 125 находился в подчинении 201-й охранной дивизии входившей в состав командующего тыловым районом групп армии Mitte и размещался в г.Полоцк. Комендант лагеря военнопленных Dulag 125 подполковник Hensel. Источник Bundesarchivs.Документы командующего тыловым районом группы армии Mitte. Приложение к журналу боевых действий командующего тыловым районом групп армии Mitte RH_22_233_0114. RH_22_233_0112.
На  23 декабря 1942 Дулаг 125 находился в г. Полоцк. Беларусь. Источник Bundesarchivs.Документы 286 охранной дивизии. RH 26-286/13. Военный дневник Ib № 4. RH-26-286-13-0047.RH-26-286-13-0053.RH-26-286-13-0055
- Немецкие фотографии лагеря, 1942 год

## Память
- Первым монументом погибшим советским воинам стала мемориальная плита на большом камне из местного природного песчаника. На табличке написано: «Жертвам фашизма, павшим в период оккупации г. Миллерово, 1942—1943 гг.».
- В 1970 году начался сбор денег на создание монумента погибшим, одновременно был заложен 9 мая 1970 года памятный знак. Инициаторами создания на этом месте памятника были местные жители, скульптор — И. М. Чумак (Заслуженный художник Украинской ССР) и архитектор — В. М. Житомирский.
- В 1980 году на месте бывшего концлагеря был открыт мемориал «Жертвам фашизма».
- В начале 2000-х годов здесь на народные деньги была установлена часовня.